# تفجيرات دمشق 1981
تفجيرات دمشق 1981، هي سلسلة التفجيرات التي وقعت في مدينة دمشق، خلال أحداث الثمانينات، وهي الصدام المسلّح بين الحكومة السورية وجماعة الإخوان المسلمين السورية. القائمة تتضمن:
- تفجير أغسطس 1981، تفجير سيارة مفخخة أمام مقر رئاسة الوزراء.
- تفجير سبتمبر 1981، تفجير سيارة مفخخة أمام قر قيادة سلاح الجو.
- هجوم أكتوبر 1981، هجوم بالقنابل على مقر الخبراء السوفييت في المدينة.
- تفجير نوفمبر 1981، والذي وقع يوم 29 نوفمبر، ويعرف باسم «تفجير الأزبكية» والذي تمّ عبر زرع عدد كبير من العبوات الناسفة تحت السيارات في الحي الذي يحوي مراكز أمنية عديدة، ما أدى إلى مئات القتلى والجرحى، وحسب مجلة النذير بلغ عدد ضحاياه 500 قتيل.